# Philodendron martianum
Philodendron martianum é uma espécie de planta da família das Araceae. É nativo da América do Sul, especialmente no Brasil.
Também é conhecido pelo nome popular de pacová.